# Aricia carmenensis
Aricia carmenensis är en fjärilsart som beskrevs av Ulf Eitschberger och Steiniger 1973. Aricia carmenensis ingår i släktet Aricia och familjen juvelvingar. Inga underarter finns listade i Catalogue of Life.